# Țîra, Florești
Țîra este un sat din cadrul comunei Ghindești din raionul Florești, Republica Moldova. 
În perioada sovietică, satul a purtat denumirea Leninskii.

## Istorie
Prima atestare documentară a satului Țîra datează din 20 decembrie 1437, cu numele Țârvici:
„Din mila lui Dumnezeu, noi Ștefan voievod și domn al Țării Moldovei, și fratele domniei mele, Ștefan voievod. Facem cunoscut, cu aceasta carte a noastră, tuturor celor care o vor vedea sau o vor auzi citindu-se, ca acest adevărat boier al nostru credincios, pan Mihail de la Dorohoi, a slujit sfântrăposatului tatălui nostru cu dreapta și credincioasa slujbă, iar astăzi ne slujește nouă cu dreaptă și credincioasa slujbă. De aceea, noi, văzând dreapta și credincioasa lui slujbă către noi, l-am miluit cu deosebita noastră mila și i-am dat și i-am înnoit și i-am întărit satele lui și privilegiul pe care i i-a dat sfântrăposatul părintele nostru, anume: satul Chindinți, și satul lui Herțea, pe Prut, ... încă satul unde este Rospop, în jos la Bineva, și satul Cuhareuti și alt sat, Cunicea, sub Bineva, și satul unde este Țârvici, încă satul, sub Caragine, unde este Simeon cneaz, la obârșia Dobrușei, ... .

Iar pentru mai mare întărirea a tuturor celor mai sus-scrise, am poruncit slugii noastre credincioase, pan Dionis logofăt, să scrie și să atârne pecetea noastră la această carte a noastră.

A scris Pașco, la Suceava, în anul 6945 <1437> decembrie 20 zile.”

## Demografie
Conform recensământului populației din 2004, satul Țîra avea 261 locuitori: 257 moldoveni/români, 2 ruși, 1 ucrainean și 1 persoană cu etnie nedeclarată.

## Biserica din localitate

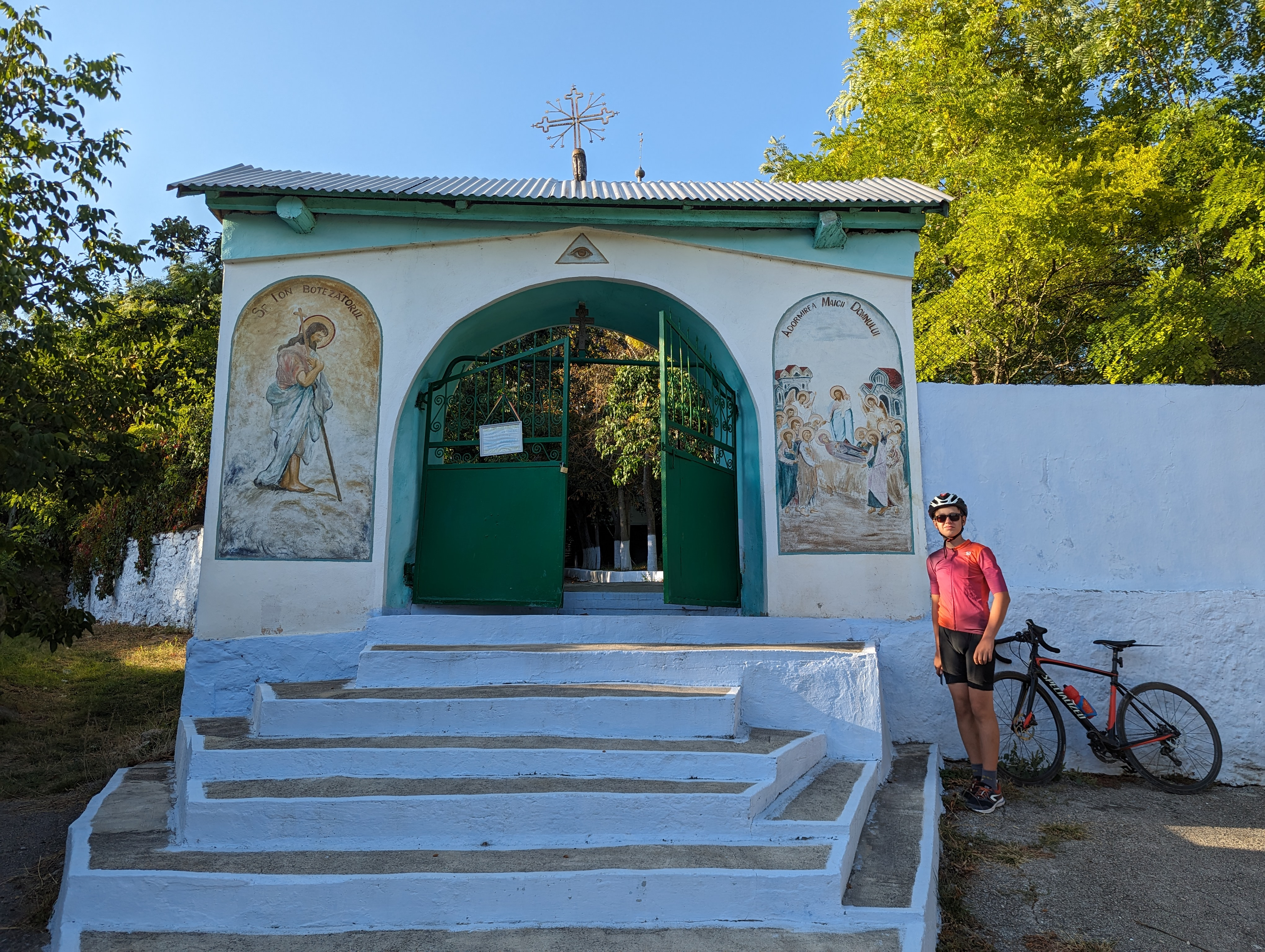
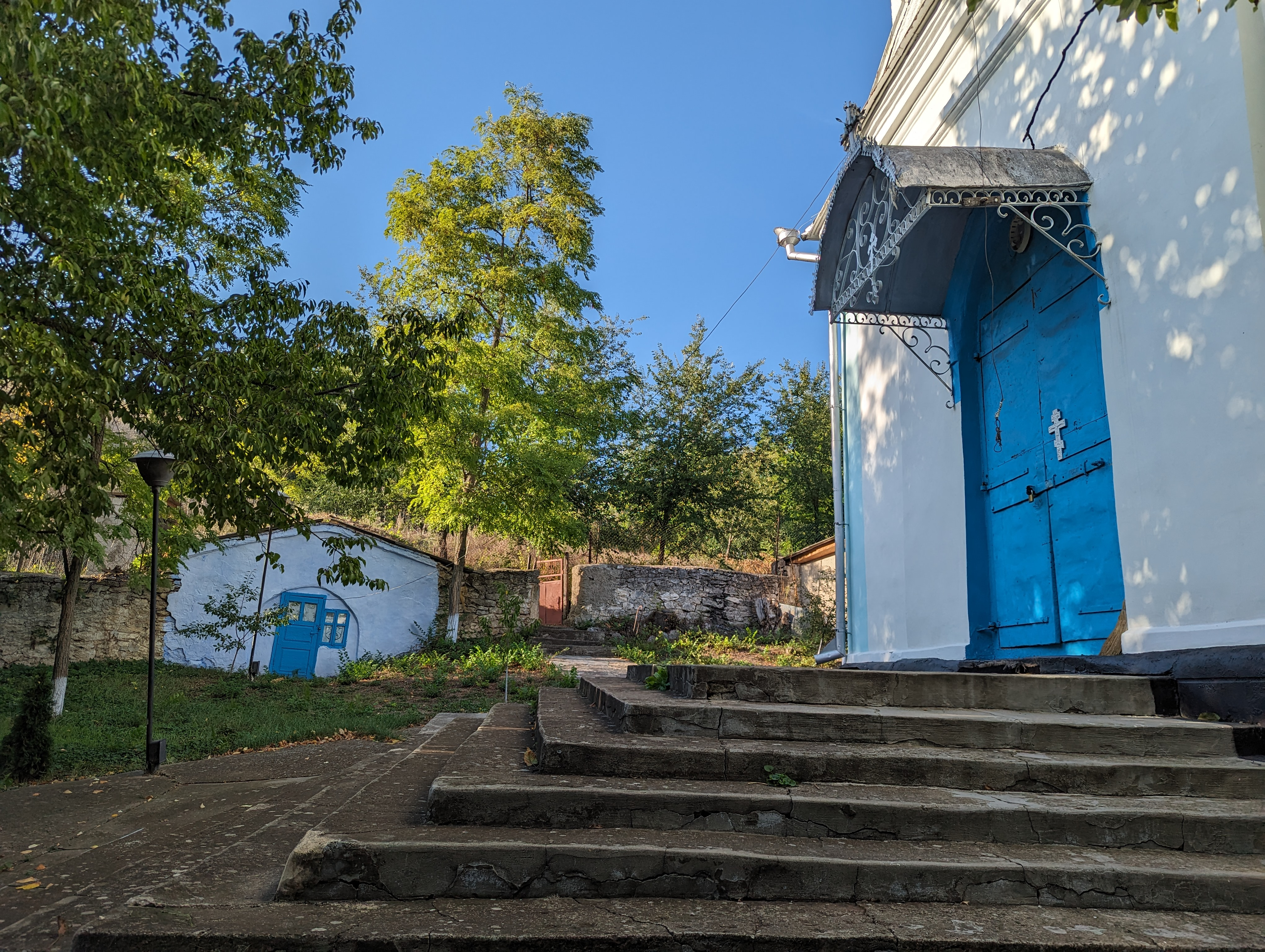
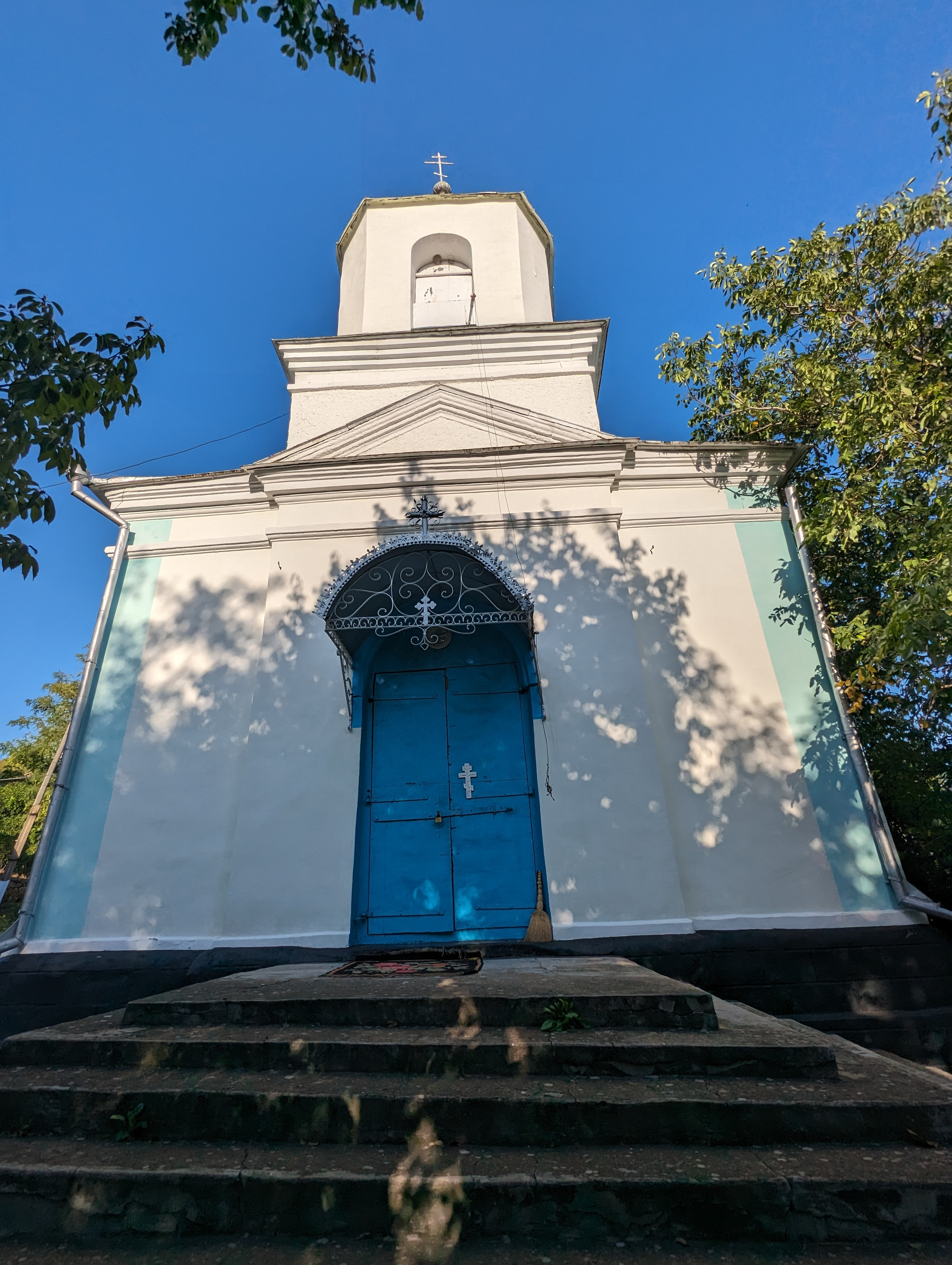